# III. třída okresu Strakonice
III. třída okresu Strakonice patří společně s ostatními třetími třídami mezi deváté nejvyšší fotbalové soutěže v Česku. Je řízena Okresním fotbalovým svazem Strakonice. Hraje se každý rok od léta do jara se zimní přestávkou. Vítěz každé ze skupin postupuje do II. třídy okresu Strakonice.

## Vítězové

### III. třída okresu Strakonice skupina A
| Ročník    | Vítězný tým           |
| --------- | --------------------- |
| 2003/2004 | ZD Předslavice        |
| 2004/2005 | TJ Otavan Štěkeň „B“  |
| 2005/2006 | SK Slavoj Volyně      |
| 2006/2007 | TJ Otavan Poříčí      |
| 2007/2008 | TJ Sokol Bavorov      |
| 2008/2009 | TJ Sokol Sedlice „B“  |
| 2009/2010 | TJ Otavan Štěkeň „B“  |
| 2010/2011 | TJ Sokol Pražák       |
| 2011/2012 | SK CIVA Trans Rovná   |
| 2012/2013 | FK Vodňany „B“        |
| 2013/2014 | TJ Sokol Kladruby     |
| 2014/2015 | FK Junior Strakonice  |
| 2015/2016 | TJ Sokol Doubravice   |
| 2016/2017 | TJ Sokol Kladruby     |
| 2017/2018 | TJ Balvani Strakonice |
| 2018/2019 |                       |

### III. třída okresu Strakonice skupina B
| Ročník    | Vítězný tým        |
| --------- | ------------------ |
| 2003/2004 | Soutěž se nehrála. |
| 2004/2005 | Soutěž se nehrála. |
| 2005/2006 | Soutěž se nehrála. |
| 2006/2007 | Soutěž se nehrála. |
| 2007/2008 | Soutěž se nehrála. |
| 2008/2009 | Soutěž se nehrála. |
| 2009/2010 | Soutěž se nehrála. |
| 2010/2011 | Soutěž se nehrála. |
| 2011/2012 | Soutěž se nehrála. |
| 2012/2013 | Soutěž se nehrála. |
| 2013/2014 | Soutěž se nehrála. |
| 2014/2015 | TJ Drahonice       |
| 2015/2016 | Sokol Libějovice   |
| 2016/2017 | TJ Sokol Pražák    |
| 2017/2018 | TJ Drahonice       |
| 2018/2019 |                    |